# Михайловка (Починковский район)
Михайловка — деревня в Починковском районе Смоленской области России. Входит в состав Васьковского сельского поселения. Население — 4 жителя (2013 год).
Расположена в центральной части области в 13 км к юго-востоку от Починка, в 3 км западнее автодороги А141 Орёл — Витебск. В 5 км восточнее деревни расположена железнодорожная станция Васьково на линии Смоленск — Рославль.

## История
На Планах генерального межевания Смоленской губернии(1780—1790) отмечена, как Михайловское.
В Списке населённых мест Смоленской губернии от 1859 года сельцо Михайловка Рославльского уезда с 11 дворами и 163 жителями.
По карте РККА 1924,1926 годов деревня с 92 дворами.
До 1954 года было центром отдельного сельсовета, в 1954 включено в состав Васьковского сельсовета.

В годы Великой Отечественной войны деревня была оккупирована гитлеровскими войсками в июле 1941 года, освобождена в сентябре 1943 года.